# Manfréd IV. ze Saluzza
Manfréd IV. ze Saluzza (1262 – 1330) byl od roku 1296 pátým markrabětem ze Saluzza jako syn a dědic Tomáše I. ze Saluzza.

## Život
Manfréd přinutil obec Saluzzo, aby podepsal smlouvu upravující vztahy mezi městem a markrabětem.
Manfréd pokračoval v otcovu rozšiřování markrabského území, většinou prostřednictvím příměstských pozemků a hradů. V roce 1322, za reorganizaci dluhů rodiny Del Carretto, získal hrady Cairo Montenotte, Rocchetta a Cortemilia.

## Manželství a potomci
Manfréd IV. se poprvé oženil s Beatrix Sicilskou, dcerou Manfréda Sicilského a Heleny Angeliny Dukainy. Měl s ní dvě děti:
- Fridrich I. ze Saluzza
- Kateřina ze Saluzza

Druhou Manfrédovou manželkou byla Isabela Doria, dcera Bernaba Doriy a Eleonory Fieschi. Její rodiče byli patriciové Janovské republiky. Manfréd měl s Isabelou čtyři děti:
- Manfréd V. ze Saluzza
- Bonifác ze Saluzza
- Theodore ze Saluzza
- Eleonora ze Saluzza

Měl také nemanželskou dceru Elindu ze Saluzza.
Manfréd IV. se snažil jmenovat svého druhého nejstaršího syna Manfréda dědicem. To urychlilo vypuknutí občanské války po jeho smrti v roce 1330, která trvala do 29. července 1332, kdy byl trůn postoupen Fridrichovi.